# مشوار أمير (مسلسل)
مسلسل مشوار أمير (Emir'in Yolu) وهو الجزء الثالث من المسلسل التركي «أسميتها فريحة»

## قصة المسلسل
بعد موت فريحة في نهاية الجزء الثاني يعيش أمير حالة من اليأس والوحدانية والبعد عن أصدقائه المقربين كوراى وهندا وأبويه أيضاً يبتعد عن الدنيا وما فيها من بشر ويحاول بقدر المستطاع اقحام نفسه في اتفه المشاكل ليؤذى نفسه ويموت ويلحق بفريحة ثم يظهر شئ اَخر وهو الانتقام من يافوز سنجقدار من الحاق الاذى بأخته ومن اجل هذا ينسى حزنه ويبدأ بحياة جديدة كلياً وينجح فيما يريد ولكنه يندم بعد ذلك على هذه الفعلة ويريد اصلاح خطأه ولكن يتوقف المسلسل حينها بسبب قلة المشاهدة بعد خروج البطلة هازال كايا منه.

## البطولة
- شاتاي اولسوي بدور أمير صراف اوغلو
- هازل كايا بدور فريحة يلماز
- Ceyda Ateş بدور هاندا
- Yusuf Akgün بدور كوراي
- Vahide Gordum بدور والدة فريحة
- Metin cekmez بدور والد فريحة
- Sedef Şahin بدور جانسو

## الشخصيات
- أمير صراف اوغلو: شاب وسيم من اسره غنيه يلقب بولي عهد الليالي يحب فريحة بجنون وبعد موتها يصبح وحيدا وبائساً (مشوار أمير)
- فريحة يلماز: فتاه فقيرة وابنه بواب دخلت إلى الجامعة بمنحة دراسية وهناك تواجهه الكثير من المتاعب
- هاندا: صديقة أمير وكوراي تحب أمير لاكنه لايحبها وتكره فريحة وتسبب لها المشاكل لكن بالنهاية بعد طلاق أمير وفريحة تحاول مساعدتهما ليعودا لبعضهما لانها تقول ان أمير لن يكون سعيدا الا مع فريحة وهي تريد سعادته وهي من طبقة غنيه
- كوراي: صديق أمير يحب هاندا لاكنها لا تبادله الحب يعز فريحة لانها ساعدته كثيراً ويتزوج بالنهاية كلثوم ابنه عمه فريحه مجبراً.
- جانسو: صديقة فريحة وهي غنيه وتسكن بالعمارة التي يعمل والد فريحة فيها ك بواب وتحب أمير صراف اوغلو كثيرا مع انها لم تقابله وعندما تعلم بعلاقته مع فريحة تسبب المشاكل ل فريحة
- سينام: زوجة والد جانسو والتي يظنها أمير والدة فريحة
- ايسون: والدة أمير وتكتسف فقر فريحة من خلال رساله كتبتها فريحة لامير وتحب ابنها أمير كثيراً وهي ووالد أمير متطلقان
- اونال: صراف اوغلو والد أمير وقد خان والدة أمير مع انه يحبها ولا يهتم بامير كثيراً ودائماً توبخه ايسون